# Sterndurchgang
Als Sterndurchgang (englisch star transit) wird in der Astronomie und Geodäsie die Passage eines Sterns durch das Gesichtsfeld eines Fernrohrs bezeichnet. Es kann dabei die Winkel- oder die Zeitmessung im Vordergrund stehen.
Die Winkelmessung dient zum Beispiel der Azimut- und Breitenbestimmung sowie der Messung von Sternörtern, Doppelsternen und Planeten, während die Registrierung genauer Uhrzeiten vor allem für die geografisch-astronomische Längenbestimmung und für Zeitdienste wesentlich ist. Bei Astrometriesatelliten kann die Winkelmessung durch einen Scanner-Vorgang ersetzt werden.

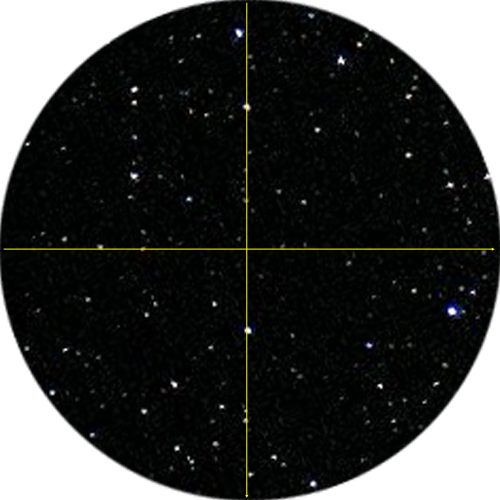
Sternfeld (Durchmesser etwa 2°) und Sterndurchgänge am Vertikalfaden

## Was sieht man bei einem Sterndurchgang?
Das Bild zeigt zwei helle Sterne am beleuchteten Vertikalfaden (Bewegung nach rechts, Fernrohr-Vergrößerung etwa 10-fach):
Der Stern im oberen Viertel steht genau am Faden, der untere etwa 1 Sekunde nach dem Durchgang. Die zwei schwächeren Sterne links bewegen sich am Horizontalfaden entlang. Bei so schwacher Vergrößerung lässt sich die Durchgangszeit nur auf etwa 0,5 s genau messen, was rund 5 Bogensekunden entspricht.
Bei einem sich langsam bewegenden Stern (am nördlichen Himmel, Extremfall Polarstern) kann ein geübter Beobachter genauer messen als das Auflösungsvermögen des Teleskops. Denn das Auge erkennt schon kleinste Abweichungen von der Symmetrie (Bisektion des Sterns hinterm Faden). Schneller bewegte Sterne „springen“ quasi über den Faden, was – um eine fast konstante Reaktionszeit verspätet – mit Handtaster oder Digitalstoppuhr registriert wird.
Die im Mittel erreichbare Genauigkeit wird Durchgangsfehler genannt und setzt sich aus einem Zeit- und einem Zielfehler zusammen.

## Messmethoden
Die Messung solcher Durchgänge durch ein Fadennetz ist die Basis vieler Methoden der Astrometrie und Astrogeodäsie – unabhängig davon, wie man die Durchgänge beobachtet:
1. visuell (meist früher): Genauigkeit je nach Größe des Messfernrohrs 0,1" bis 2"; Zeitnehmung mit digitalen Stoppuhren auf etwa 0,05–0,2 Sekunden (siehe auch persönliche Gleichung)
2. mit CCD- und anderen optoelektronischen Sensoren: wie oben, doch Zeit oft genauer
3. halbautomatische Spezialgeräte: Fotografie oder Registriermikrometer, etwa 2 × besser als Nr. 1
4. durch systematisches Abtasten bestimmter Himmelsbereiche: Astrometriesatelliten wie Hipparcos erreichen etwa 0,01".

## Messungen für andere Zwecke
Sterndurchgänge dienen auch noch für andere Zwecke, etwa
- zur Demonstration der Erddrehung im Planetarium, in Volkssternwarten oder bei Sternführungen
- zur Bestimmung der Vergrößerung oder des Gesichtsfeldes von terrestrischen oder astronomischen Teleskopen:
  - die Sterne bewegen sich wegen der Erdrotation durch ein erdgebundenes Messgerät mit etwa 15" pro Sekunde Sternzeit:
  - am Himmelsäquator mit 14,9590435"/s oder rund 1° in 4 min, und in einer bestimmten Deklination D um den Faktor cos(D) langsamer.
- Zur genauen Messung kleiner Winkel, etwa
  - bei Doppelsternen für den gegenseitigen Abstand, oder
  - für den Durchmesser von Planeten oder anderen Himmelskörpern.
  - Beispielsweise benötigt Jupiter bei 45" Ø genau 3,008 s, um einen Messfaden des Fadenkreuzes zu passieren.
- In der Astrophysik und Raumfahrt zur Bestimmung von Teilchengrößen, räumlichen Distanzen und Atmosphären, wenn beispielsweise ein Stern durch das Ringsystem des Saturn geht.[2]

## Spezielle Instrumente
Spezielle astrogeodätische Instrumente haben Einrichtungen, mit denen solche Messungen halb- oder ganz automatisierbar sind. Halbautomatisch erfolgen Durchgangsmessungen z. B. an Universalinstrumenten wie der astronomischen Variante des DKM3-Triangulationstheodolits. Ein beweglicher Faden wird dem Stern nachgeführt, während laufend elektrische Kontakte ausgelöst und deren Zeiten registriert werden.
Im Danjon-Astrolab, das u. a. zur Messung des Weltlängennetzes und der Polbewegung eingesetzt wird bzw. wurde, hält der Beobachter das direkte und das an einem Quecksilber-Horizont gespiegelte Sternbild durch Drehen eines Mikrometers in Deckung, während ebenfalls Kontakte geschlossen und am Band- oder Druckchronografen registriert werden. Eine ganz andere Technik ist die der Zenitkamera, die von Arbeitsgruppen an der TU Wien und der Universität Hannover für die rasche Messung von Lotabweichungen automatisiert wird.
Einige visuelle Instrumente besitzen ein ganzes System von parallelen Messfäden – zum Beispiel hat das Ni2-Astrolab eine 20-fach geritzte Strichplatte. Wird nun ein Sterndurchgang durch dieses Netz beobachtet und der „Einzelfaden“ ist ± 0,1 s genau, dann ist der Mittelwert von 20 Fäden nach dem Gauß’schen Wurzelgesetz bereits 0,022 s (oder 0,3 ") genau. Auf diese Art konnte man schon vor 100 Jahren Sternpositionen präziser messen, als im Fernrohr ein enger Doppelstern zu trennen wäre. In den 1990ern waren für tausende Sterne des FK5 bereits ± 0,1 " möglich.
Helle Sterne können mit einem guten Messfernrohr auch tagsüber beobachtet werden, was unter anderem für rasche Bestimmung der Lotabweichung oder für genäherte Ortsbestimmungen auf Expeditionen einsetzbar ist. Ähnliche Messungen werden vereinzelt auch beim Militär getätigt, etwa zur von Vermessungen unabhängigen Ausrichtung von Geschützen. Dafür sollen spezielle Entwicklungen mit CCD-Sensoren in Entwicklung sein.
Visuell sind bei tiefblauem Himmel einige hundert Sterne zu sehen, wenn ihre Position auf mindestens 0,1° vorausberechnet ist. In Stadtnähe reduziert sich diese Zahl auf etwa 20–50 der hellsten Sterne erster bis zweiter Größe.